# Saison 2011-2012 de snooker
Navigation
2010-2011 2012-2013
La saison 2011-2012 de snooker est la 44e saison de snooker. Elle regroupe 36 tournois organisés par la WPBSA entre le 1er juin 2011 et le 7 mai 2012.

## Nouveautés
- L'Open d'Australie devient le premier tournoi classé de l'histoire à se tenir en Australie[1].

- Le championnat du circuit des joueurs est maintenu tandis que le championnat du circuit européen des joueurs est supprimé. Par conséquent, le nombre d'épreuves passe à douze.

- La coupe générale internationale fait son retour dans le calendrier. Elle est accompagnée par un tout nouveau tournoi non-classé, les Masters du Brésil. Ils se tiennent au cours du mois de septembre à Florianópolis et le second cité est le premier tournoi de snooker professionnel à avoir lieu dans un pays d'Amérique latine[2].

- Disparition des tournois pro-am Pontins, au calendrier depuis l'année 1974 pour l'épreuve de printemps et depuis l'année 1976 pour l'épreuve d'automne.

- La Coupe du monde a lieu pour la première fois depuis 1996[3].

## Calendrier
| C = Tournoi classé (professionnel)              |
| M = Tournoi classé mineur (professionnel)       |
| NC = Tournoi non classé (professionnel)         |
| A = Tournoi alternatif (professionnel)          |
| TE = Tournoi par équipes (professionnel)        |
| P/A = Tournoi pro-am (professionnel et amateur) |
| TS = Tournoi seniors (professionnel)            |

| Dates (mois-jour) | Dates (mois-jour) | Tournoi                                             | Lieu             | Site                                           | Cat. | Vainqueur           | Finaliste           | Score | Référence |
| 06-01             | 06-05             | Pink Ribbon                                         | Gloucester       | South West Snooker Academy                     | P/A  | Mark Joyce          | Michael Holt        | 4-0   | [ 4 ]     |
| 06-18             | 06-22             | Épreuve 1 de Sheffield                              | Sheffield        | World Snooker Academy                          | M    | Ronnie O'Sullivan   | Joe Perry           | 4-0   | [ 5 ]     |
| 07-04             | 07-07             | Coupe générale internationale                       | Hong Kong        | General Snooker Club                           | NC   | Stephen Lee         | Ricky Walden        | 7-6   | [ 6 ]     |
| 07-07             | 07-10             | Classique de Wuxi                                   | Wuxi             | Wuxi City Sports Park Stadium                  | NC   | Mark Selby          | Ali Carter          | 9-7   | [ 7 ]     |
| 07-11             | 07-17             | Coupe du monde                                      | Bangkok          | World Trade Center                             | TE   | Chine               | Irlande du Nord     | 4-2   | [ 8 ]     |
| 07-18             | 07-24             | Open d'Australie                                    | Bendigo          | Bendigo Stadium                                | C    | Stuart Bingham      | Mark Williams       | 9-8   | [ 9 ]     |
| 08-06             | 08-10             | Épreuve 1 de Gloucester                             | Gloucester       | South West Snooker Academy                     | M    | Judd Trump          | Ding Junhui         | 4-0   | [ 10 ]    |
| 08-17             | 08-21             | Épreuve 2 de Sheffield                              | Sheffield        | World Snooker Academy                          | M    | Ben Woollaston      | Graeme Dott         | 4-2   | [ 11 ]    |
| 08-25             | 08-28             | Classique Paul Hunter                               | Fürth            | Stadthalle                                     | M    | Mark Selby          | Mark Davis          | 4-0   | [ 12 ]    |
| 09-05             | 09-11             | Masters de Shanghai                                 | Shanghai         | Shanghai Grand Stage                           | C    | Mark Selby          | Mark Williams       | 10-9  | [ 13 ]    |
| 09-15             | 09-18             | Masters du Brésil                                   | Florianópolis    | Costão do Santinho Resort                      | NC   | Shaun Murphy        | Graeme Dott         | 5-0   | [ 14 ]    |
| 09-21             | 09-25             | Épreuve 3 de Sheffield                              | Sheffield        | World Snooker Academy                          | M    | Andrew Higginson    | John Higgins        | 4-1   | [ 15 ]    |
| 09-29             | 10-02             | Classique de Varsovie                               | Varsovie         | Arena Ursynów                                  | M    | Neil Robertson      | Ricky Walden        | 4-1   | [ 16 ]    |
| 10-05             | 10-09             | Trophée Kay Suzanne                                 | Gloucester       | South West Snooker Academy                     | M    | Ronnie O'Sullivan   | Matthew Stevens     | 4-2   | [ 17 ]    |
| 10-20             | 10-23             | Trophée international Alex Higgins                  | Killarney        | Killarney Convention Centre                    | M    | Neil Robertson      | Judd Trump          | 4-1   | [ 18 ]    |
| 10-29             | 10-30             | Classique d'Irlande                                 | Kildare          | Celbridge Snooker Club                         | NC   | Fergal O'Brien      | Ken Doherty         | 5-2   | [ 19 ]    |
| 11-05             | 11-06             | Championnat du monde seniors                        | Peterborough     | East of England Showground                     | TS   | Darren Morgan       | Steve Davis         | 2-1   | [ 20 ]    |
| 11-27             | 11-30             | Open d'Anvers                                       | Anvers           | Lotto Arena                                    | M    | Judd Trump          | Ronnie O'Sullivan   | 4-3   | [ 21 ]    |
| 11-19             | 11-20             | Power Snooker                                       | Manchester       | Trafford Centre                                | A    | Martin Gould        | Ronnie O'Sullivan   | [ a ] | [ 22 ]    |
| 08-18             | 11-27             | Première ligue                                      | Hopton-on-Sea    | Potters Leisure Resort                         | NC   | Ronnie O'Sullivan   | Ding Junhui         | 7-1   | [ 23 ]    |
| 12-17             | 12-19             | Épreuve 4 de Sheffield                              | Sheffield        | World Snooker Academy                          | M    | Michael Holt        | Dominic Dale        | 4-3   | [ 24 ]    |
| 12-03             | 12-11             | Championnat du Royaume-Uni                          | York             | Barbican Centre                                | C    | Judd Trump          | Mark Allen          | 10-8  | [ 25 ]    |
| 12-17             | 12-19             | Épreuve 5 de Sheffield                              | Sheffield        | World Snooker Academy                          | M    | Tom Ford            | Martin Gould        | 4-3   | [ 26 ]    |
| 01-04             | 01-07             | Open des trois rois                                 | Rankweil         | Patricks Candian Taverne                       | P/A  | Tony Drago          | Bjorn Haneveer (en) | 5-3   |           |
| 01-06             | 01-08             | Open FFB                                            | Fürstenfeldbruck | Event Forum                                    | M    | Stephen Maguire     | Joe Perry           | 4-2   | [ 27 ]    |
| 01-14             | 01-15             | Open des Pays-Bas                                   | Bois-le-Duc      | Snookercentrum De Dieze                        | P/A  | Bjorn Haneveer (en) | Gerrit Bij de Leij  | 7-3   |           |
| 01-15             | 01-22             | Masters                                             | Londres          | Alexandra Palace                               | NC   | Neil Robertson      | Shaun Murphy        | 10-6  | [ 28 ]    |
| 01-27             | 01-29             | Snooker Shoot-Out                                   | Blackpool        | Circus Arena                                   | A    | Barry Hawkins       | Graeme Dott         | 1-0   | [ 29 ]    |
| 02-01             | 02-05             | Masters d'Allemagne                                 | Berlin           | Tempodrom                                      | C    | Ronnie O'Sullivan   | Stephen Maguire     | 9-7   | [ 30 ]    |
| 02-13             | 02-19             | Open du pays de Galles                              | Newport          | Newport Centre                                 | C    | Ding Junhui         | Mark Selby          | 9-6   | [ 31 ]    |
| 02-27             | 03-04             | Open mondial                                        | Haikou           | Haikou Stadium                                 | C    | Mark Allen          | Stephen Lee         | 10-1  | [ 32 ]    |
| 03-14             | 03-18             | Championnat du circuit des joueurs (épreuve finale) | Galway           | Bailey Allen Hall                              | C    | Stephen Lee         | Neil Robertson      | 4-0   | [ 33 ]    |
| 01-09             | 03-22             | Championnat de la ligue                             | Stock            | Crondon Park Golf Club                         | NC   | Ding Junhui         | Judd Trump          | 3-1   | [ 34 ]    |
| 03-??             | 03-??             | Open d'Angleterre Paul Hunter                       | Leeds            | Northern Snooker Centre                        | P/A  | Adam Duffy (en)     | Craig Steadman (en) | 6-3   |           |
| 03-26             | 04-01             | Open de Chine                                       | Pékin            | Gymnase des étudiants de l'université de Pékin | C    | Peter Ebdon         | Stephen Maguire     | 10-9  | [ 35 ]    |
| 04-21             | 05-07             | Championnat du monde                                | Sheffield        | Crucible Theatre                               | C    | Ronnie O'Sullivan   | Ali Carter          | 18-11 | [ 36 ]    |

## Attribution des points
Points attribués lors des épreuves comptant pour le classement mondial :
| Tournoi                            | Joueurs (nombre / statut)   | 96  | 80   | 64   | 48   | 32   | 24  | 16   | Quart de finalistes | Demi-finalistes | Finaliste | Vainqueur |
| Open d'Australie                   | Non tête de série           | 400 | 650  | 900  | 1150 | 1400 | –   | 1900 | 2500                | 3200            | 4000      | 5000      |
| Open d'Australie                   | Tête de série               | 200 | 325  | 450  | 575  | 700  | –   | 1900 | 2500                | 3200            | 4000      | 5000      |
| Masters de Shanghai                | Non tête de série           | 560 | 910  | 1260 | 1610 | 1960 | –   | 2660 | 3500                | 4480            | 5600      | 7000      |
| Masters de Shanghai                | Tête de série               | 280 | 455  | 630  | 805  | 980  | –   | 2660 | 3500                | 4480            | 5600      | 7000      |
| Championnat du Royaume-Uni         | Non tête de série           | 640 | 1040 | 1440 | 1840 | 2240 | –   | 3040 | 4000                | 5120            | 6400      | 8000      |
| Championnat du Royaume-Uni         | Tête de série               | 320 | 520  | 720  | 920  | 1120 | –   | 3040 | 4000                | 5120            | 6400      | 8000      |
| Masters d'Allemagne                | Non tête de série           | 650 | –    | 900  | 1150 | 1400 | –   | 1900 | 2500                | 3200            | 4000      | 5000      |
| Masters d'Allemagne                | Tête de série               | 325 | –    | 450  | 575  | 700  | –   | 1900 | 2500                | 3200            | 4000      | 5000      |
| Open du pays de Galles             | Non tête de série           | 400 | 650  | 900  | 1150 | 1400 | –   | 1900 | 2500                | 3200            | 4000      | 5000      |
| Open du pays de Galles             | Tête de série               | 200 | 325  | 450  | 575  | 700  | –   | 1900 | 2500                | 3200            | 4000      | 5000      |
| Open mondial                       | Non tête de série           | 560 | 910  | 1260 | 1610 | 1960 | –   | 2660 | 3500                | 4480            | 5600      | 7000      |
| Open mondial                       | Tête de série               | 280 | 455  | 630  | 805  | 980  | –   | 2660 | 3500                | 4480            | 5600      | 7000      |
| Championnat du circuit des joueurs | Épreuve autre que la finale | –   | –    | 360  | –    | 560  | –   | 760  | 1000                | 1280            | 1600      | 2000      |
| Championnat du circuit des joueurs | Épreuve finale              | –   | –    | –    | –    | –    | 840 | 1140 | 1500                | 1920            | 2400      | 3000      |
| Open de Chine                      | Non tête de série           | 560 | 910  | 1260 | 1610 | 1960 | –   | 2660 | 3500                | 4480            | 5600      | 7000      |
| Open de Chine                      | Tête de série               | 280 | 455  | 630  | 805  | 980  | –   | 2660 | 3500                | 4480            | 5600      | 7000      |
| Championnat du monde               | Non tête de série           | 800 | 1300 | 1800 | 2300 | 2800 | –   | 3800 | 5000                | 6400            | 8000      | 10000     |
| Championnat du monde               | Tête de série               | 400 | 650  | 900  | 1150 | 1400 | –   | 3800 | 5000                | 6400            | 8000      | 10000     |

## Classement mondialen début et fin de saison

### Après lechampionnat du monde 2011
| Rang | Évol.         | Joueur            | Points |
| 1    | 7             | Mark Williams     | 60 360 |
| 2    | 1             | John Higgins      | 58 820 |
| 3    | 6             | Mark Selby        | 55 965 |
| 4    | 1             | Ding Junhui       | 55 960 |
| 5    | 3             | Neil Robertson    | 48 100 |
| 6    | 2             | Ali Carter        | 47 040 |
| 7    | en stagnation | Shaun Murphy      | 46 945 |
| 8    | 2             | Stephen Maguire   | 45 300 |
| 9    | 18            | Judd Trump        | 41 715 |
| 10   | 3             | Graeme Dott       | 40 930 |
| 11   | 8             | Ronnie O'Sullivan | 40 660 |
| 12   | 2             | Mark Allen        | 37 305 |
| 13   | 5             | Peter Ebdon       | 36 480 |
| 14   | 11            | Matthew Stevens   | 36 395 |
| 15   | 2             | Jamie Cope        | 35 580 |
| 16   | 5             | Stephen Hendry    | 35 420 |

### Après lechampionnat du monde 2012
| Rang | Évol.         | Joueur            | Points |
| 1    | 2             | Mark Selby        | 74 925 |
| 2    | 7             | Judd Trump        | 68 975 |
| 3    | 2             | Mark Williams     | 63 560 |
| 4    | 4             | Stephen Maguire   | 61 400 |
| 5    | 3             | John Higgins      | 61 320 |
| 6    | 1             | Shaun Murphy      | 59 685 |
| 7    | 2             | Neil Robertson    | 59 540 |
| 8    | 10            | Stephen Lee       | 56 550 |
| 9    | 2             | Ronnie O'Sullivan | 53 060 |
| 10   | 4             | Matthew Stevens   | 52 760 |
| 11   | 7             | Ding Junhui       | 52 340 |
| 12   | en stagnation | Mark Allen        | 50 065 |
| 13   | 3             | Graeme Dott       | 49 445 |
| 14   | 7             | Martin Gould      | 47 290 |
| 15   | 5             | Ricky Walden      | 46 945 |
| 16   | 1             | Stuart Bingham    | 46 600 |

### Note
1. ↑  La partie s'est jouée en points et non en manches. Score final : 286-258